# Pandémie de Covid-19 en Chine
La pandémie de Covid-19 en Chine est une maladie infectieuse émergente qui pourrait s'être manifestée dès novembre 2019. Le premier cas signalé dans la ville de Wuhan (la capitale de la province du Hubei) date du 17 novembre 2019. À partir de décembre, Wuhan devient un foyer épidémique majeur. Le premier cas est officiellement déclaré par les autorités de la république populaire de Chine le 27 décembre.
À compter du 22 janvier 2020, le gouvernement chinois place sous quarantaine trois villes de la province de Hubei afin de contenir les risques de pandémie : Wuhan, Huanggang et Ezhou. D'autres villes comme Shanghai et Pékin sont également concernées. La Chine obtient une aide internationale à partir de février 2020. Les mesures de confinement finissent d'être levées début avril. Officiellement, au 22 décembre 2022, l'épidémie a fait 5 241 morts. Toutefois, de nombreux médias étrangers accusent le gouvernement chinois d'avoir délibérément sous-estimé l'ampleur des cas d'infections et de décès,,,.
La vie reprend un cours normal en Chine à partir de 2021, cette année le dernier décès dû à la pandémie est enregistré le 14 janvier 2021.
Début 2022, le nombre de cas repart à la hausse avec l’arrivée du variant Omicron, et en mars, la Chine compte de nouveaux décès dus au virus. En novembre 2022, des manifestants présents dans l'ensemble du pays contestent la politique zéro covid initiée par Xi Jinping, qui finit par abandonner les mesures sanitaires qu'il avait mises en place depuis le début de la pandémie, ce qui entraine l'explosion des cas qui ne se reflètent pas dans les statistiques publiées par la Chine.

## Apparition et origine
Le 17 novembre 2019, le premier porteur du virus fut un homme de 55 ans de la province du Hubei,. Les cas ultérieurement signalés, en décembre 2019, étaient des personnes travaillant au marché de gros de fruits de mer de Huanan, à Wuhan,. La BBC puis l'agence Bloomberg s'en font l'écho début janvier 2020,. La première contamination résulte plausiblement d'une transmission du virus d'un animal vers l'homme, probablement une chauve-souris. En effet, dans un document provisoire publié le 23 janvier sur les premiers résultats du séquençage du génome du virus, des membres de l'institut de virologie de Wuhan, de l'hôpital Jinyintan de Wuhan, de l'université de l'Académie chinoise des sciences et du Centre chinois de contrôle et de prévention des maladies de la province du Hubei exposent que le génome du virus SARS-CoV-2 est identique à 96 % à celui d'un coronavirus de chauve-souris. Deux jours plus tôt, dans Science China Life Sciences (nl) du 21 janvier, Dr Xintian Xu (Institut Pasteur de Shanghai) et ses collègues déclaraient que SARS-CoV-2 partageait un ancêtre commun avec les coronavirus et analogues du SARS-CoV, qui ressemblait au coronavirus de la chauve-souris HKU9-1.
Le rôle précis du marché de Huanan, à Wuhan, reste toutefois incertain puisque l'analyse épidémiologique des premiers cas recensés montre qu'ils ne concernent pas des patients ayant fréquenté ce marché,,,. En outre, si une abondante diversité de faune sauvage y était vendue, il ne semble pas que cela ait été le cas de chauves-souris, qui par ailleurs ne sont pas consommées dans cette région contrairement à ce que prétendent des informations virales sur Internet,.
Le 5 février, le directeur du Département de santé globale de l'institut Pasteur et professeur au Cnam, Arnaud Fontanet, épidémiologiste, déclare que le réservoir est une chauve-souris, et que l'introduction en population humaine du virus s'est faite à la mi-novembre grâce à un animal hôte intermédiaire du marché pour le moment inconnu.
Des chercheurs de l'université d'agriculture de Chine du Sud auraient trouvé 99 % de similitudes entre le coronavirus et les séquences du génome de virus trouvés sur les pangolins, d'après Chine nouvelle, l'agence de presse officielle, le 7 février.
Fin janvier 2020, des théories du complot commencent à circuler sur Facebook et Twitter, selon lesquelles le SARS-CoV-2 émanerait du laboratoire, voire y aurait été conçu pour nuire,,. Le journaliste Antoine Izambard souligne[Quand ?] qu'« au vu des éléments dont on dispose, les théories qui circulent sur l’émergence du coronavirus dans le laboratoire P4 à Wuhan sont complotistes », en l'absence d’« éléments concrets à ce stade qui iraient en ce sens ». La Direction générale de la Santé française déclare[Quand ?] qu'« aucun élément ne permet d’accréditer les allégations liant la crise sanitaire en cours à l’existence à Wuhan d’un laboratoire P4 ».
Mercredi 15 avril 2020, Mike Pompeo, reprend cette thèse sur l'origine de l'épidémie, en lançant une enquête sur l'hypothèse selon laquelle le SARS-CoV-2 proviendrait d'un laboratoire situé à Wuhan qui travaillait sur les virus d'origine animale, et non du marché de poissons de Wuhan. The Washington Post rappelle à ce sujet que l'ambassade américaine en Chine avait alerté par deux fois le département d'État américain, deux ans auparavant, sur les mesures de sécurité insuffisantes mises en œuvre par l'Institut de virologie de Wuhan. L'hypothèse est rejetée par l'Organisation mondiale de la santé, qui souligne que toutes les preuves vont vers une « origine animale » et non vers une quelconque manipulation.
D'autres hypothèses existent : le vison qui a été oublié alors que la Chine est le leader dans le domaine de la fourrure animale avec trois mille élevages de visons chinois, dont certains dépassent les cent mille têtes, malgré une crise en 2019.

### Propagation

Nombres de cas (bleu) et nombres de morts (rouge) en échelle logarithmique.

Les premiers cas suspects ont été signalés le 31 décembre 2019, les premiers symptômes étant apparus un peu plus de trois semaines plus tôt, le 8 décembre. Le marché a été fermé le 1er janvier et les personnes présentant les symptômes ont été isolées. Plus de 700 personnes, dont plus de 400 travailleurs de la santé, qui sont entrées en contact étroit avec des cas suspects ont été par la suite surveillées. Grâce au développement d'un test PCR spécifique, la présence de SARS-CoV-2 a ensuite été confirmée chez 41 personnes du quartier d'affaires de Wuhan, dont deux auraient été plus tard décrites comme étant un couple marié, et trois autres qui étaient membres de la même famille et travaillaient aux étals de fruits de mer du marché. Le 9 janvier, le premier décès survient chez un patient de 61 ans à Wuhan. Le 16 janvier, les autorités chinoises annoncent qu'un autre homme de 69 ans, dont la maladie avait été confirmée, est décédé la veille à Wuhan.
Toutefois, une étude plus approfondie publiée le 24 janvier dans la revue scientifique The Lancet montre que les premiers symptômes attribuables a posteriori à SARS-CoV-2 sont apparus dès le 1er décembre 2019 chez un patient qui n'avait pas fréquenté le marché, de même qu'un tiers des 41 cas signalés à Wuhan en décembre 2019 : l'origine de l'épidémie est donc antérieure à décembre 2019 et pourrait ne pas se trouver sur le marché de Wuhan,.
La transmission interhumaine est confirmée le 20 janvier dans le Guangdong, en Chine, selon Zhong Nanshan, chef de l'équipe de la commission de la santé enquêtant sur l'épidémie,. L'Organisation mondiale de la santé (OMS) avertit qu'une épidémie plus ample pourrait se produire. Un risque de propagation accru est craint pendant la saison de pointe des voyages en Chine autour du Nouvel An chinois.
Le 22 janvier, le vice-ministre chinois de la Commission nationale de la santé, Li Bin, déclare que ce virus « pourrait muter et se propager plus facilement ».
Le 25 janvier, Xi Jinping, président de la république populaire de Chine, déclare que la situation est grave et que l'épidémie s'accélère.
Le 26 janvier, Neil Ferguson, expert en santé publique de l'Imperial College de Londres, estime qu'environ 100 000 personnes seraient déjà infectées par le virus, tandis que la Faculté de médecine de Hong-Kong évalue le nombre de malades à 43 000 au 27 janvier,. Le même jour, la Commission nationale de la santé de la république populaire de Chine déclare que 30 453 personnes sont sous observation sans préciser quels sont les moyens utilisés pour les surveiller.
Le 13 février, la république populaire de Chine change ses critères de diagnostic de la maladie, ce qui conduit à une importante augmentation du nombre de cas. En effet, débordés, les hôpitaux du Hubei se contentent d'une radio des poumons au lieu d'une analyse de prélèvements. Les autorités justifient leur position en arguant que cela permet de soigner et d'isoler plus tôt les malades diagnostiqués ; en effet, les résultats des analyses ne sont connus qu'au bout de 48 heures alors qu'ils sont immédiats dans le cas d'une radio. Par ailleurs, le système de santé chinois ne rembourse les soins que si le malade est testé positif. Seules les dépenses des personnes reconnues porteuses du virus sont prises en charge par la pandémie de maladie à coronavirus. Pour les autres, la facture se monte à plusieurs milliers voire dizaine de milliers d'euros. De nombreuses personnes hésitent à se soumettre au test.
Cependant, la population chinoise est moins âgée (1,8 % ont plus de 80 ans contre 6,2 % en France), présente moins de comorbidités (6 % d'obésité contre 17 % en France), et le confinement a été plus strict (interdiction totale de sortir). Une autre hypothèse serait la présence d'une souche moins létale et moins virulente. Le confinement, intervenu plus rapidement, pourrait avoir préservé le reste de la Chine du virus, tandis qu'au Hubei, le taux de mortalité rapporté à la population (4512/59 170 000) est comparable à celui de l'Allemagne. Le débat reste donc ouvert mais il est certain que la Chine a fait des efforts considérables par rapport à 2003.

## Censure
L'application de messagerie chinoise WeChat censure certaines associations de mots-clés sur le virus depuis le 1er janvier 2020.
Contrairement à ce qui s'est produit lors de l'épidémie de SRAS en 2002-2003, la république populaire de Chine communique beaucoup sur cette épidémie bien que les autorités n'aient pas immédiatement perçu la gravité de la situation, par exemple en n'annulant pas un banquet de 40 000 personnes le 19 janvier 2020, quatre jours avant la mise en quarantaine de la ville de Wuhan, ce que le maire de la ville reconnaîtra publiquement comme étant une erreur. Néanmoins, la presse fait savoir que critiquer le gouvernement chinois au sujet de sa lutte contre l'épidémie est passible de prison.
Le 28 janvier 2020, la Cour populaire suprême chinoise réhabilite officiellement huit médecins qui avaient été arrêtés par la police le 1er janvier et accusés de diffuser de fausses informations sur le virus. Les personnes incriminées travaillaient dans le service de neurologie de l'hôpital de la Croix-Rouge de Wuhan, à l'université de médecine ou encore au centre de cancérologie de la ville. L'un d'eux, Li Wenliang mort du coronavirus peu de temps après, accusé d'avoir annoncé que sept de ses patients étaient atteints du SRAS, avait été forcé par la police à signer une lettre promettant de ne plus publier de tels messages. Les réseaux sociaux chinois se sont emparés de l'affaire, accusant notamment le pouvoir de vouloir cacher la gravité de la situation à la population. Par cette réhabilitation, le gouvernement chinois semble en réalité tenter de faire taire les critiques sur sa gestion de la crise, tout en reportant la faute sur les autorités politiques locales qui sont désormais accusées d'avoir fait pression sur les scientifiques et d'avoir minimisé l'étendue de l'épidémie.
Selon Associated Press, le gouvernement chinois aurait attendu six jours après avoir déterminé l'existence d'un risque de pandémie, en date du 14 janvier avant de révéler le problème le 20 janvier 2020. Le rôle du directeur général de l'OMS Tedros Adhanom Ghebreyesus, élu grâce au soutien de la Chine, est alors pointé du doigt. Pour la chercheuse Valérie Niquet, « l'OMS a suivi pas à pas toutes les déclarations chinoises, les répétant comme un perroquet. L'OMS n'a pas joué son rôle mais c'est exactement ce que voulait Pékin. De la même manière, elle a refusé de redonner un siège d'observateur à Taïwan, ce qui était une exigence de la direction chinoise ».
Selon Human Rights Watch, le gouvernement chinois a dissimulé au public des informations de base sur le coronavirus, sous-déclaré des cas d'infection, a minimisé la gravité du virus et a écarté la probabilité de transmission entre humains. Les autorités chinoises ont également détenu des personnes pour avoir fait des reportages sur l'épidémie sur les médias sociaux et les internautes pour avoir « lancé des rumeurs », censuré les discussions en ligne sur l'épidémie et freiné les reportages des médias.
Les autorités de diverses localités ont ordonné au personnel médical traitant les patients infectés de ne pas parler aux médias. Elles ont également empêché certains journalistes de faire des reportages. Le personnel gouvernemental a escorté les journalistes de la BBC hors de la province du Henan. La police a déclaré qu'il n'y avait aucun problème dans la région et « qu'il n'était donc pas nécessaire que [les journalistes] restent ».
D'après la revue scientifique Britannique  The Lancet, il y aurait eu au moins 20 à 30 millions de malades, et au moins 750 000 morts du Covid-19, en Chine Populaire, entre novembre 2019, et décembre 2021, au lieu des environ 5 000 officiels, un bilan plus bas que celui des Américains, qui annonçaient plus de 900 000 morts. La revue The Lancet, soulignera toutefois que les mesures pour lutter contre la propagation du Covid-19 en Chine Populaire sont fortes et drastiques. La revue soulignera aussi qu'elle ne comprend pas les chiffres officiels annoncés par l'État Communiste Chinois, qui annonce environ 5 000 morts en décembre 2021, alors que la majorité des experts ne croient pas en un tel bilan, aussi faible, pour une population chinoise estimée à plus de 1,4 milliard d'habitants.[réf. nécessaire]

## Débat sur la fiabilité des informations et des statistiques fournies par la Chine

### Arguments en faveur d'un manque de fiabilité
Selon l'infectiologue Karine Lacombe, cheffe du service des maladies infectieuses de l'hôpital Saint-Antoine à Paris, de nombreux éléments des informations transmises par la Chine semblent douteux : selon elle l'épidémie a sans doute commencé en Chine beaucoup plus tôt qu'annoncé, probablement dès le mois de septembre 2019 ; quant aux chiffres de mortalité annoncés, ils semblent difficiles à croire au vu de la mortalité constatée en Italie ou en Espagne.
En effet, au vu de l'évolution de la crise sanitaire ailleurs dans le monde, de nombreuses questions se posent quant aux nombres de cas détectés en Chine, ainsi que sur le nombre de décès.
Pendant la crise le nombre d'abonnements téléphoniques baisse de 21 millions d'usagers pour les portables et de 850 000 pour les lignes fixes, selon le gouvernement chinois. Ceci a permis à certains médias américains d’affirmer que les autorités chinoises mentaient sur les chiffres et qu’il y aurait eu en réalité 21 millions de décès en Chine. Cette théorie du complot a par la suite été dénoncée, notamment par AP News, qui attribue cette baisse au changement des habitudes et des relations sociales pendant l'épidémie, entrainant notamment la résiliation d'abonnements multiples,. La revue scientifique Britannique The Lancet, en s'appuyant sur une étude, sur les chiffres de la mortalité en Chine, entre Décembre 2019 et Décembre 2021, établira que le nombre probable de décès du Covid-19 en Chine est de 750 000 morts pour cette période.[réf. souhaitée] et l'estime à certainement plus d'un million en 2022.
Des doutes sur la fiabilité des informations fournies par la Chine ont été émis assez rapidement : dès le mois de février 2020, Frédéric Lemaître, correspondant du Monde à Pékin, soulignait que « si autant de personnes doutent des chiffres officiels, c’est que la Chine a perdu la bataille de la communication... » Les raisons des doutes qu'il formulait alors tenaient au fait que la Chine avait dissimulé l'importance de l'épidémie pendant trois semaines, à la censure exercée envers tous ceux qui cherchaient à enquêter, et enfin à l'ampleur des moyens mis en œuvre avec notamment la mise en quarantaine de toute la province du Hubei, qui laissaient penser que de telles mesures dissimulaient une situation beaucoup plus grave qu'annoncée. Le 10 février 2020, Xu Zhangrun, professeur de droit constitutionnel à l'université Tsinghua de Pékin, publie l'article « Alerte au virus : quand la fureur est plus forte que la peur », qui condamne la réponse du gouvernement chinois à l'épidémie de COVID-19. Il critique la façon dont le gouvernement a interdit la communication d'informations factuelles lors de l'épidémie et relie ce problème à un problème plus large de liberté d'expression en Chine.
Vers la fin du mois de mars, un certain nombre de sources commencent à mettre en cause la fiabilité et même la réalité des statistiques de mortalité chinoises,,,,. L'argument de ces sources, se fondant sur le nombre d'urnes funéraires nécessaires après la fin du confinement de Wuhan, est qu'il y a eu beaucoup plus de morts que le nombre de décès annoncés pour cause de coronavirus.
De son côté, Patrick Berche, ancien directeur de l'institut Pasteur, a également beaucoup de mal à croire à la réalité du nombre de morts annoncé par la Chine, même en prenant en compte les mesures de confinement prises. Le nombre d'urnes funéraires reçues par plusieurs salons funéraires de Wuhan accroit encore le doute, puisque certains salons ont reçu chacun des quantités d'urnes égales ou supérieures à la totalité des morts du coronavirus déclarés par la Chine pour la ville de Wuhan (soit 3 879 morts).
Ouest-France revient également sur la disparité considérable entre les livraisons d'urnes funéraires faites aux huit funérariums de la ville de Wuhan (plusieurs milliers d'urnes pour chacun) et le nombre total de morts du coronavirus annoncé pour la ville. L'opacité est accrue par le fait que, selon les journalistes de l'agence Bloomberg, six des huit funérariums de Wuhan ont déclaré ne pas être autorisés à divulguer des chiffres. Ces informations sont également passées en revue par Europe 1 et par La Libre Belgique.
Le 29 mars, la distribution estimée de 45 000 urnes funéraires dans la seule ville de Wuhan renforce les doutes sur l'ampleur réelle du nombre de morts en Chine.
Fox News Channel met également fortement en doute le décompte officiel de 3 879 morts à Wuhan, l'activité des crématoriums de la ville pendant l'épidémie conduisant plutôt à un nombre de décès de 42 000 personnes, voire de plus de 46 000.
Ces chiffres doivent être cependant pris avec des pincettes puisqu'il faut tenir compte, dans une si grande ville, des morts naturelles survenues sur ce trimestre, non négligeables, puisque équivalentes à environ entre 5 000 et 6 000 morts par mois en hiver, soit tout au plus 18 000 morts, ce qui donne quand même un chiffre de 27 000 morts dues à la COVID-19.
Sur cette question d'urnes funéraires, il convient de se rappeler qu'une métropole de 11 millions d'habitants comme celle de Wuhan compte en temps normal de l'ordre de 14 000 morts par trimestre.
La Libre Belgique avance plusieurs hypothèses pour expliquer un tel décalage entre les chiffres officiels et la réalité probable : tout d'abord, les autorités chinoises, comme les autres pays de façon générale, ne prennent en compte que les morts constatées dans les hôpitaux ; mais ceux-ci ont été tellement submergés par l'afflux brutal des malades que de nombreuses personnes sont mortes chez elles, faute de pouvoir être admises à l'hôpital. D'autre part, de nombreuses personnes sont mortes après avoir été victimes de symptômes similaires à ceux de la Covid-19, mais sans avoir jamais été testées, et ne figurent donc pas dans les statistiques officielles.
Les services de renseignement américains ont également émis des doutes quant à la fiabilité des statistiques chinoises. Selon The New York Times, il se pourrait que le gouvernement chinois lui-même ignore l'étendue de l'épidémie puisque les autorités locales mentent à propos du nombre d'infections, de tests et de morts par crainte de représailles provenant du gouvernement central. Il s'agirait d'un problème courant en Chine qui se serait envenimé avec le tournant autoritaire du gouvernement de Xi Jinping,.
Certains employés des services de santé chinois ont également rapporté que le personnel administratif des hôpitaux aurait caché les cas d'infection affectant les membres du personnel. Selon le magazine The Economist, on observe une correspondance inhabituelle entre les pics dans les nouveaux cas révélés chaque jour et le congédiement d'anciens responsables et l'attribution de leurs postes à de nouvelles personnes.
Le 17 avril 2020, le bilan des décès constatés à Wuhan est révisé à la hausse de 1 300 morts environ par les autorités chinoises, pour atteindre le nouveau chiffre officiel de 3 869 morts pour la seule ville de Wuhan.
Le 12 mai 2020, le magazine Foreign Policy affirme avoir obtenu d'une source anonyme une base de données provenant de l'université nationale de technologie de défense en Chine qui ferait état de 640 000 cas confirmés en Chine, soit beaucoup plus que les statistiques officielles. La base de données n'a pas été rendue publique.
Il est également intéressant de comparer les données officielles de mortalité par million d'habitants de la Chine avec celles relevées dans les autres pays, notamment occidentaux, disposant de données assez fiables. En Chine, cette mortalité s'élève officiellement en mai 2020 à 3 pour 1 million d'habitants. Pour la comparaison, le chiffre français est d'environ 450 morts par million d'habitants, en Italie il est de 540, en Grande-Bretagne et en Espagne autour de 590, et plus de 800 en Belgique, où la mortalité pourrait cependant être quelque peu surestimée. Cette comparaison est encore plus intéressante lorsqu'on regarde les données de mortalité dans les différentes provinces chinoises. En effet, plus de 97% de la mortalité déclarée en Chine est concentrée dans la province du Hubei, et seulement 122 décès déclarés dans l'ensemble du reste de la Chine, comptant pourtant 1,35 milliard d'habitants. Sur les 24 autres provinces chinoises, 22 déclarent moins de 10 morts, et 2 en déclarent 13 et 22, provinces comptant pourtant en moyenne 56 millions d'habitants, donc équivalentes à des pays européens au regard de la population. La mortalité par million d'habitants moyenne dans les autres provinces chinoises est donc située entre 0 et 0,64, avec une moyenne de 0,09, donc plusieurs milliers de fois moins qu'en Europe de l'Ouest. Notons également que ces provinces n'ont pas mis en place de confinement strict contrairement au Hubei, ni pris de mesures restrictives avant la fin janvier, ce qui rend ces statistiques totalement obsolètes.

#### Publication du Centre chinois pour le contrôle et la prévention des maladies
Le Centre chinois de contrôle et de prévention des maladies de Pékin publie en décembre 2020 une étude selon laquelle, en avril 2020, 4,43 % des habitants de Wuhan étaient porteurs d’anticorps. Rapporté à la population de la ville, cela signifie que quelque 480 000 personnes ont été contaminées, soit presque 10 fois plus que le bilan de 50 000 contaminations communiqué jusqu’à présent par les autorités.

### Arguments en faveur d'une relative bonne fiabilité
Cependant, notamment lors de son audience à l'Assemblée Nationale française, l'infectiologue Didier Raoult estime les informations chinoises fiables, ou du moins « pas plus fausses que celles émises en France », s'appuyant sur le fait que la Chine n'a cessé de dire que la situation était grave, et qu'elle a, selon lui, même surestimé la population, avis qu'il a d'ailleurs également étayé en avril 2020. De plus, le taux de mortalité, d'environ 5,51 % (4 634 morts hors Hong Kong et Macao pour quelque 83 587 cas est supérieur à celui de l'Allemagne. Ce qui paraît surprenant est le nombre de cas rapportés à la population, et le nombre absolu de décès (4634 hors régions administratives spéciales), inférieur à celui de l'Île-de-France ou des Pays-Bas.
Cependant, selon Didier Raoult, la Chine était mieux préparée, avec un meilleur équipement (scanner) et des meilleures consignes. En outre, des dépistages massifs, inégalés ailleurs, ont été effectués, à l'image des 10 millions de personnes testées en 10 jours à Wuhan, puis 11 millions à Pékin en juin, lorsqu'une résurgence a été constatée. La réponse à cette occasion a d'ailleurs été bien plus réactive qu'ailleurs, avec un confinement sous forme de quarantaine de 5 000 personnes immédiat, et des enquêtes épidémiologiques plus poussées qu'en Europe.
Ensuite, il semblerait que le virus qui circulerait en Europe et en Amérique soit une version mutée bien plus contagieuse que celle qui a circulé en Chine, ce qui expliquerait, parallèlement aux mesures de confinement, le faible nombre de cas recensés, et, mathématiquement, par conséquent, le faible nombre de morts comparés aux pays occidentaux et à l'Amérique latine.
En outre, une étude de Deep Knowlegde (institut de surcroît américain et donc pas sous le joug de Pékin), révèle que la Chine est le 7e pays le mieux préparé et ayant adopté la meilleure réponse face à la pandémie, selon différents critères tels que l'efficacité des mesures de protection, la résilience du système de santé, la rapidité de la réponse, l'efficacité du système de traçage et dépistage. Une autre étude l'a même évaluée avec un score de 717, soit en 5e position, tandis que la France est 60e, avec un score de 529.
Néanmoins, la théorie d'une contagiosité plus importante en Europe et en Amérique reste à prouver, et n'engendrerait de toute évidence pas un écart aussi important dans les chiffres des contaminations. Quant aux propos du professeur Didier Raoult, ils n'engagent que leur auteur, et font fi de la différence de régime politique entre la Chine et la France. Enfin, il convient de dire que nous n'avons pas d'informations fiables sur ce qui a pu se passer en Chine, pour des raisons évidentes de liberté d'expression et des médias, et cela invaliderait de fait en grande partie l'hypothèse d'une souche moins contagieuse en Chine.

## Premières mesures de protection déployées
La Chine a opté, assez rapidement, pour des mesures lourdes de protection telles que la quarantaine des personnes malades, sommées de rester chez elles et contrôlées, le confinement très strict des grandes villes telles que Wuhan (et le reste du Hubei), mais aussi Pékin ou Shanghai, où les personnes se faisaient livrer les repas à domicile et ne pouvaient sortir. Des campagnes de dépistage massives (10 millions à Wuhan, 11 millions à Pékin, ont également permis d'empêcher jusqu'ici la résurgence d'une vague épidémique, maintenant le nombre de nouvelles contaminations à un niveau très bas.

### Province du Hubei
| Ville     | Début de quarantaine | Population estimée | Source  |
| --------- | -------------------- | ------------------ | ------- |
| Wuhan     | 23 janvier 2020      | 11 081 000         | ,       |
| Huanggang | 23 janvier 2020      | 6 630 000          | ,       |
| Ezhou     | 23 janvier 2020      | 1 077 700          | ,       |
| Chibi     | 24 janvier 2020      | 490 900            | [ 98 ]  |
| Jingzhou  | 24 janvier 2020      | 5 590 200          | [ 99 ]  |
| Zhijiang  | 24 janvier 2020      | 497 600            | [ 100 ] |
| Yichang   | 24 janvier 2020      | 4 135 900          | [ 101 ] |
| Qianjiang | 24 janvier 2020      | 966 000            | [ 102 ] |
| Xiantao   | 24 janvier 2020      | 1 140 500          | [ 103 ] |
| Xianning  | 24 janvier 2020      | 2 543 300          | [ 104 ] |
| Huangshi  | 24 janvier 2020      | 2 470 700          | [ 105 ] |
| Dangyang  | 24 janvier 2020      | 469 600            | [ 106 ] |
| Enshi     | 24 janvier 2020      | 777 000            | [ 107 ] |
| Xiaogan   | 24 janvier 2020      | 4 915 000          | [ 108 ] |
| Jingmen   | 24 janvier 2020      | 2 896 500          | [ 109 ] |
| Total     | Total                | 45 681 900         |         |

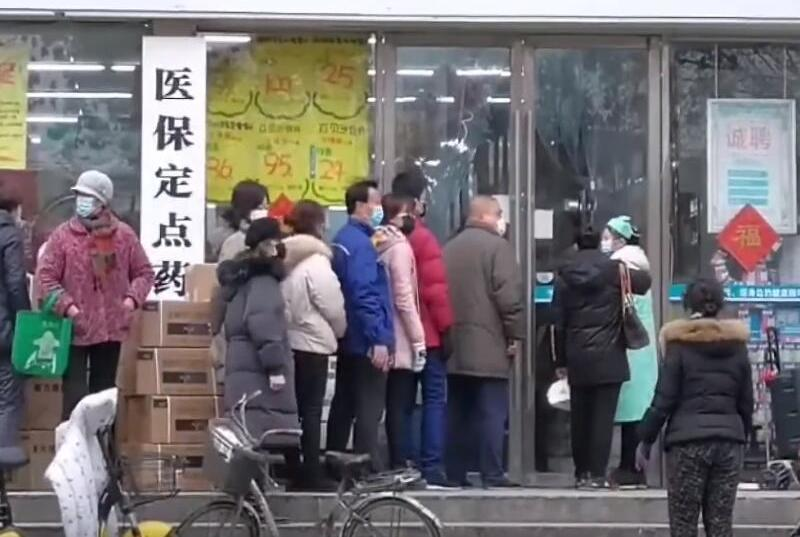
Habitants de Wuhan faisant la queue devant une pharmacie pour acheter des masques chirurgicaux.

La première mesure prise par le gouvernement local de la province d'Hubei, est la fermeture du marché aux poissons de Huanan le 1er janvier. Le 22 janvier, le gouvernement chinois place sous quarantaine trois villes de la province de Hubei particulièrement impactées par le virus et dont elles seraient le berceau, afin de contenir les risques de pandémie : Wuhan, Huanggang et Ezhou, soit une population combinée de plus de vingt millions d'habitants. Les autorités chinoises interdisent tout trafic aérien, ferroviaire, routier et fluvial à destination et en provenance de ces trois agglomérations, à l'intérieur desquelles les transports publics (autobus, métro) sont également suspendus.
Les autorités ordonnent également la fermeture des lieux publics de divertissement à l'instar des salles de cinémas, des salles de spectacle ou encore des cybercafés. Tous les habitants sont également sommés de ne pas quitter la ville à moins que les autorités ne leur en accordent la permission. Toutefois, le maire de Wuhan, Zhou Xianwang, déclare que cinq millions d'habitants avaient déjà quitté la ville avant sa mise en quarantaine,.
Pour aider à limiter la propagation du virus, l'autorité sanitaire de Wuhan rend obligatoire le port d'un masque facial dans les lieux publics sous peine d'amende.
En outre, la ville lance le 23 janvier la construction de deux hôpitaux de campagne, dont l'hôpital Huoshenshan, d'une superficie de 25 000 m2 et pouvant accueillir jusqu'à mille patients et l'hôpital Leishenshan pouvant accueillir mille six cents patients, ces hôpitaux sont placés sous la direction de l'Armée populaire de libération.
Le 25 janvier, les autorités chinoises élargissent la zone de quarantaine à presque toute la province de Hubei, soit environ 56 millions d'habitants.
Le 30 janvier, Tang Zhihong, responsable de la santé de Huanggang, est licenciée par les autorités chinoises pour son incapacité à répondre aux questions sur l'étendue de la maladie dans sa ville au cours d'un reportage à la télévision nationale chinoise. Son intervention provoque plus de 500 000 commentaires sur les réseaux sociaux chinois, la plupart en colère contre ce dirigeant.
Le 31 janvier, la république populaire de Chine décide de rapatrier les habitants de Wuhan vivant à l'étranger en raison des « difficultés pratiques auxquelles sont confrontées à l'étranger les résidents de la province du Hubei, et en particulier ceux de Wuhan ».
Selon Human Rights Watch, depuis le 23 janvier, les autorités ont imposé des mesures de restriction des déplacements à Wuhan et dans les villes voisines, ce qui a permis de contenir 56 millions de personnes. Les autorités de Wuhan ont également suspendu la circulation de tous les véhicules, à quelques exceptions près, dans le centre-ville. De nombreux habitants de Wuhan ont exprimé des difficultés d'accès aux soins médicaux et autres nécessités de la vie.
Des personnes résidant à Wuhan mais se trouvant actuellement dans d'autres régions du pays ont déclaré que leurs informations personnelles, telles que leur adresse, leur numéro de téléphone et leur numéro d'identification, avaient été exposées en ligne sans leur consentement, et qu'elles avaient reçu des appels ou des messages téléphoniques de harcèlement.

### Autres villes et régions chinoises
Certains bourgs décident de se barricader et ne plus laisser entrer d'étrangers pour éviter toute contamination. Ainsi, par exemple, à l'entrée du village de Tianjiaying (situé à 45 minutes de route de Pékin), plusieurs habitants érigent un barrage et les visiteurs étrangers ont interdiction formelle de le franchir. Les quelque 1 700 résidents, eux, doivent montrer patte blanche pour entrer dans le village. Ils doivent s'enregistrer en donnant leur nom, leur numéro de téléphone portable, leur numéro de carte d'identité et la liste des villes qu'ils ont récemment visitées. Enfin, un test de température est réalisé ; si celui-ci s'avère positif, la personne est invitée à effectuer un séjour dans l'hôpital le plus proche,.
La crise sanitaire provoque aussi l'inflation du prix des masques en Chine. À Pékin, un pharmacien est condamné à une amende de trois millions de yuans pour avoir fait passer le prix des masques de 143 yuans à 850 yuans.
Pékin
À Pékin, située pourtant à plus de mille kilomètres au nord de Wuhan, les festivités du Nouvel An chinois prévues le 25 janvier sont annulées, tandis que la Cité interdite est fermée définitivement « afin d'éviter des contaminations liées au rassemblement de visiteurs » (réouverture le 1er mai). Le 27 janvier, alors que les congés du Nouvel An chinois devaient prendre fin quatre jours plus tard, les autorités décident de les prolonger de trois jours afin de limiter les risques de contagion.
Shanghai
À Shanghai, qui se trouve à moins de sept cents kilomètres à l'est de Wuhan, le parc Shanghai Disneyland ferme également ses portes le 24 janvier.
Hong Kong
À Hong Kong (neuf cent trente kilomètres au sud de Wuhan), les autorités transforment quatre sites dont des camps de vacances en zones de quarantaine destinées aux personnes susceptibles d'avoir été en contact avec des porteurs du coronavirus et envisagent des bracelets électroniques pour les personnes placées en quarantaine à domicile. Le 26 janvier, les parcs de loisirs du territoire (dont Hong Kong Disneyland et Ocean Park Hong Kong) ferment leurs portes. Le 27 janvier, Hong Kong interdit l'entrée sur son territoire des personnes résidant dans la province de Hubei ainsi que de tout voyageur y étant passé au cours des deux dernières semaines, à l'exception des Hongkongais.
Les écoles sont fermées, au moins jusqu'au 20 avril.
Le 28 février, un chien testé positif mais sans symptôme de la maladie est placé en quarantaine.
Heilongjiang
Début avril, la province du Heilongjiang (nord-est de la Chine) a recensé 928 cas de coronavirus, dont 385 importés par des expatriés chinois de retour chez eux, selon les autorités sanitaires de la province. La ville frontalière chinoise de Suifenhe a enregistré un nombre croissant de cas importés depuis la première semaine en avril 2020, et a été mise en quarantaine.

### Aides internationales
Le 3 février 2020, la Chine appelle à l'aide la communauté internationale, en raison d'un manque urgent de masques de protections. La France envoie début février, 17 tonnes de matériel médical, comprenant des masques de protection, des produits désinfectants et des gants. Le Canada envoie également 16 tonnes d'équipement médical à la Chine à cette période. Le Royaume-Uni, le Japon et la Corée du Sud font également preuve de solidarité avec le peuple chinois.
Après avoir contrôlé l'épidémie, la Chine propose son aide à quatre instances internationales et verse 20 millions de dollars à l’Organisation mondiale de la santé (OMS) afin d’aider les pays en développement à améliorer leur système de santé.

### Contaminations extérieures
Dès le mois de mars la Chine doit faire face aux infections provenant de l'étranger. L'épicentre de la pandémie s'étant déplacé en Europe, les voyageurs en provenance du Vieux-Continent deviennent ainsi la première source de contamination. Les nouveaux arrivants sont alors placés en quarantaine durant deux semaines dans des centres mis en place par le gouvernement dont ils doivent s’acquitter des frais.

## Efficacité des premières mesures
La gestion de la crise sanitaire a été évaluée par Deep Analytics Group a révélé que la Chine était en 7e position parmi les pays les plus sûrs et ayant eu la meilleure gestion face à la COVID-19, selon les critères d'efficacité des mesures de protection, de réactivité du gouvernement, de résilience du système médical, l'efficacité du système de détection et de traçage, et enfin, la préparation au situations d'urgence, et les résiliences régionales telles que les caractéristiques de densité et de démographie. Les données sont issues de plusieurs centaines de sources différentes et les critères d'évaluation, au nombre de 40, sont très exhaustifs.
Selon la source, voici les données concernant la Chine
| Critère                                                           | Sous-critères                                                                                    | Note            | Points totaux |
| ----------------------------------------------------------------- | ------------------------------------------------------------------------------------------------ | --------------- | ------------- |
| Efficacité de la quarantaine (COEFFICIENT 2,2)                    |                                                                                                  | 54,63*2,2 = 120 | 220           |
|                                                                   | Etendue                                                                                          | 17,91           | 18 pts        |
|                                                                   | Durée                                                                                            | 5,67            | 17 pts        |
|                                                                   | Pénalité en cas de non-respect                                                                   | 8,86            | 14pts         |
|                                                                   | Support économique aux habitants en isolement                                                    | 5,59            | 18pts         |
|                                                                   | Cassure des chaînes de contamination                                                             | 15,5            | 15,5pts       |
|                                                                   | Restriction des déplacements                                                                     | 1,1             | 17,5pts       |
| Efficacité du gouvernement et gestion des risques (COEFF. 2,2)    |                                                                                                  | 78,02*2,2=172   | 220           |
|                                                                   | Niveau de sécurité et d'avancée en matière de défense                                            | 17              | 17pts         |
|                                                                   | Rapidité de mobilisation des urgences                                                            | 12,86           | 16pts         |
|                                                                   | Efficacité structurelle du gouvernement                                                          | 12,94           | 18pts         |
|                                                                   | Durabilité de l'économie                                                                         | 10,97           | 17pts         |
|                                                                   | Efficacité législative                                                                           | 16              | 16pts         |
|                                                                   | Stabilité politique                                                                              | 8,25            | 16pts         |
| Niveau de préparation face à l'urgence de la COVID-19 (COEFF 1,5) |                                                                                                  | 92,33*1,5 = 139 | 150           |
|                                                                   | Résilience de la société face à l'urgence                                                        | 27              | 27pts         |
|                                                                   | Préparation militaire et civile face à l'urgence, expérience                                     | 15,33           | 23pts         |
|                                                                   | Capacité de surveillance (étendue et sophistication)                                             | 27              | 27pts         |
|                                                                   | Expérience de crise précédente                                                                   | 23              | 23pts         |
| Détection et traçage du COVID-19 (COEFF 1,5)                      |                                                                                                  | 88,33*1,5 = 132 | 150           |
|                                                                   | Gestion des désastres et systèmes de traçage                                                     | 12              | 18pts         |
|                                                                   | Etendue des systèmes de diagnostic                                                               | 15              | 15pts         |
|                                                                   | Efficacité du testage                                                                            | 18              | 18pts         |
|                                                                   | Usage de l'intelligence artificielle dans les pronostics et diagnostics                          | 15              | 15pts         |
|                                                                   | Surveillance gouvernementale du traçage                                                          | 17              | 17pts         |
|                                                                   | Fiabilité et transparence des données                                                            | 11,33           | 17pts         |
| Niveau de préparation du système de santé (COEFF 1,3)             |                                                                                                  | 61,53*1,3 = 80  | 130           |
|                                                                   | Disponibilité des équipements pour COVID-19                                                      | 10,5            | 18pts         |
|                                                                   | Mobilisation de nouvelles ressources en matière de santé                                         | 17,5            | 17,5pts       |
|                                                                   | Quantité (rapportée à la population) et qualité du personnel médical                             | 9,44            | 16pts         |
|                                                                   | Niveau de progression en matière de santé                                                        | 8,42            | 15pts         |
|                                                                   | Niveau d'avancement en matière de santé                                                          | 8,14            | 17pts         |
|                                                                   | Niveau de développement dans les systèmes épidémiologiques                                       | 7,54            | 16,5pts       |
| Résilience régionale (COEFF 1,3)                                  |                                                                                                  | 56,68*1,3 = 74  | 130           |
|                                                                   | Risque de propagation                                                                            | 9,9             | 16,5pts       |
|                                                                   | Spécificités culturelles et discipline collective                                                | 9,8             | 18pts         |
|                                                                   | Niveau de méthodes et d'assainissement modernes                                                  | 0               | 15pts         |
|                                                                   | Démographie (densité, co-morbidités, pourcentage de personnes âgées)                             | 9,76            | 15,5pts       |
|                                                                   | Maladies chroniques                                                                              | 10,22           | 18pts         |
|                                                                   | Risques sociétaux divers (opinion publique face à la gestion de la crise, pratiques culturelles) | 17              | 17pts         |
| TOTAL                                                             |                                                                                                  | 717             | 1000          |

## Mesures plus récentes
En 2021, à partir de mars, la Chine déploie progressivement sur tout le territoire le principe du passeport santé, intégré dans une application mobile associée à un QR code. Celui-ci doit être présenté dans un grand nombre de lieux et est mis à jour dès que la personne croise une personne à risque. Il faut un code vert pour pouvoir circuler, un code orange contraint à l’isolement à domicile et un code rouge à un isolement dans un lieu décidé par les autorités. La stratégie poursuivie vise au blocage immédiat de toute chaîne de contamination (stratégie zéro covid). En cohérence avec cette politique, les jeux olympiques se dérouleront sans spectateurs autres que les notables invités,.

## Progression du coronavirus en République populaire de Chine
La république populaire de Chine modifie deux fois les méthodes de comptage des malades. Le 13 février, sont introduits des critères d'imagerie médicale que le patient soit testé positif ou non pour la recherche du virus par PCR sur un prélèvement dans la gorge. Ce premier changement explique l'augmentation brutale des cas au 13 février. Une semaine après, la Chine revenait au critère uniquement virologique.
Macao et Hong Kong déclarent chacun un cas le 22 janvier.
Le 30 janvier, après la découverte d'un cas à Lhassa, le chef-lieu de la région autonome du Tibet jusqu'ici épargnée, toutes les régions chinoises sont infectées.
Début février, le nombre de décès en république populaire de Chine dépasse celui de l'épidémie de SRAS en 2002-2003.
| Graphe des cas confirmés cumulés en Chine continentale,                                                                            |
| 10 000 20 000 30 000 40 000 50 000 60 000 70 000 80 000 90 000 1/01 15/01 1/02 15/02 1/03 15/03 23/03 - Morts - Rétablis - Malades |

Dans ce graphique, la hauteur totale des barres (morts + guéris + malades) en un jour donné présente le nombre cumulé de cas confirmés depuis le 31 décembre 2019 (c’est la prévalence sur la période courant depuis le début de l’épidémie jusqu’au jour en question). Le nombre de malades avérés en un jour donné (prévalence instantanée) correspond à la hauteur de la barre orange.
Des changements de méthodologie dans la détermination des cas sont responsables d’irrégularités vers la mi-février.

### Courbe épidémique du nombre de cas de Covid-19 actifs en Chine
Cette courbe s'obtient en calculant le nombre de cas confirmés, moins le nombre de décès, moins le nombre de guérisons. Selon les données officielles, la pandémie est totalement sous contrôle à partir d’avril 2020.
Le graphique qui aurait dû être présenté ici ne peut pas être affiché car il utilise l'ancienne extension Graph, désactivée pour des questions de sécurité. Des indications pour créer un nouveau graphique avec la nouvelle extension Chart sont disponibles ici.

## Conséquences sociales
La British Broadcasting Corporation (BBC) révèle que la métropole chinoise de Shenzhen s'apprête à interdire dès le 1er mai 2020 à ses habitants de consommer de la viande de chat ou de chien. Cette ville devient la première municipalité chinoise à prendre une telle mesure.
Cette mesure repose sur l'établissement d'une liste blanche, alors qu'entre 10 et 20 millions de chiens seraient abattus chaque année pour être mangés. La consommation de chiens et de chats, pratique extrêmement minoritaire et suscitant une opposition croissante de la population, est finalement interdite sur l'ensemble du territoire chinois à partir d'avril. Les autorités font également interdire la chasse et la vente d'espèces animales sauvages dans le cadre alimentaire, afin de réduire les risques de propagation future du coronavirus.

## Conséquences économiques
Le PIB de la Chine chute de 6,8 % au premier trimestre 2020 en raison des restrictions imposées par la crise sanitaire. L’amélioration progressive des conditions sanitaires permet au pays de retrouver un niveau d’activité pré pandémie à la fin de l'année. La Chine a été l'un des rares pays au monde à dégager une croissance positive au cours de l'année 2020 (+ 2,3 %). Le PIB chinois connait ensuite un bond de 18,3 % au premier trimestre 2021.
Le taux de chômage en zone urbaine a atteint un niveau record de 6,2 % en février 2020, avant de redescendre en mars à 5,3 % 2021. Toutefois, ces statistiques n'incorporent pas les 300 millions de travailleurs migrants, d’origine rurale, qui ont été les plus pénalisés par l’épidémie.
Toutefois en 2022, la stratégie zéro covid est pointée comme une des responsables d’un important ralentissement économique et d’une augmentation du chômage.

## Conséquences psychologiques
En septembre, CNN rapporte qu'une étude de la Anhui Medical University montre que les élèves d'écoles primaires en Chine ont ressenti plus de symptômes dépressifs et ont fait plus de tentatives de suicide après la fermeture des écoles en raison de la pandémie.

## Fin 2020: Une deuxième vague?
Mi-décembre 2020, de nombreux pays de l'hémisphère nord font face à une deuxième vague pandémique, l'Europe et les États-Unis en particulier,,. la Chine, dont les dirigeants politiques ont imposé, dès le début de la pandémie, des mesures de quarantaine strictes aux foyers de contaminations les plus importants, se distingue par une situation sanitaire maîtrisée, un an après l'apparition à Wuhan des premiers signes d'infection virale au SARS-CoV-2.
La vie reprend un cours normal en Chine à partir de 2021. Le dernier décès dû à la pandémie a été enregistré le 14 janvier 2021. La population peut se déplacer à l'intérieur du pays sans aucune restriction, les concerts, expositions, restaurants et autres lieux de divertissements accueillent à nouveau leur clientèle et le port du masque n'est plus obligatoire pour circuler à l'extérieur. En revanche, les étrangers désirant se rendre en Chine sont soumis à une quarantaine obligatoire et à divers contrôles.

## De 2002 à 2021: la gestion des pandémies en Chine
Au début des années 2000, le gouvernement chinois a tiré les leçons de sa mauvaise gestion de l'épidémie de SRAS qui a causé la mort de 774 personnes. Constatant la dégradation de son image à l'étranger, l'impréparation de son organisation hospitalière et la faiblesse de ses moyens médicaux, le pays s'est doté d'un Centre pour le contrôle et la prévention des maladies et a renforcé les capacités d'intervention de son système de santé. En 2009, la réactivité et l'efficacité de celui-ci ont été mis à l'épreuve, durant une période de grippe aviaire qui, avec 120 000 malades et 659 morts, s'est toutefois avérée n'être pas plus virulente qu'une grippe saisonnière. Dix ans plus tard, c'est une nation chinoise préparée qui affronte la nouvelle crise sanitaire. Une volonté politique forte, un maillage sécuritaire opérationnel sur un vaste territoire, des règles sanitaires adaptées, un traçage méthodique de la population via le réseau de téléphonie mobile ont permis d'éviter le rebond de l'épidémie observé ailleurs,. L'acceptation par la population des directives gouvernementales, un usage habituel et répandu du masque de protection, un réseau de livraison à domicile développé et la peur de la maladie ont aussi contribué à la régulation de la crise sanitaire. Le risque de réapparition de clusters infectieux n'est cependant pas totalement écarté. En juin 2020, à Pékin, puis en octobre, à Qingdao, des zones de circulation du coronavirus ont été détectées et placées en confinement.

### Cas à Harbin en avril 2020
Fin avril, la ville de Harbin (onze millions d'habitants) serait le cluster d'une nouvelle forme du Covid-19 qui serait plus contagieuse et plus difficile à détecter. Harbin est dans le Nord-Est chinois, proche de la frontière Russe. Les autorités chinoises promettent des récompenses à ceux qui dénoncent l’entrée illégale de visiteurs dans la ville.

### Cas à Canton et dans le Guangdong en avril 2020
D'autres cas de contamination ont également été observés dans la ville de Canton et plus généralement la province de Guangdong, dans le sud.

### Cas à Shulan et dans le Jilin en mai 2020
Le 13 mai, la province de Jilin annonce un confinement partiel après l’apparition de nouveaux cas de coronavirus. Shulan, étant le principal foyer de contagion depuis le 11 mai recense vingt et un cas de coronavirus au 13 mai.

### Résurgence du virus à Pékin en juin 2020
Le 16 juin, la ville de Pékin se reconfine après une augmentation de cas dans la ville, due à une contamination sur le marché de gros de Xinfadi. La ville referme ses écoles, mais aussi les théâtres et lieux culturels. Plus de onze millions de personnes sont testées. La ville opte pour une mise en quarantaine totale, pouvant durer jusqu'à quatre semaines, des personnes à risque, soit plus de 5 000 Pékinois. De plus, Pékin a été semi-isolée du reste de la Chine, puisqu'il fallait présenter un test négatif en guise de laisser-passer pour quitter la ville. À l'instar du reste de la Chine, les habitants disposent d'un Code Santé, sous forme de code QR, selon leur état de santé et leurs prises de risque. Un bon code santé est nécessaire pour entrer dans un jardin public ou un centre commercial, et ce toujours en juillet, malgré l'arrêt net de la flambée de cas grâce aux mesures « sur mesure », comme le précise le journal Le Monde, et particulièrement efficaces. Au total, quelques centaines de personnes auront été contaminées, sans produire aucun mort, ce qui est négligeable au vu de la population de la mégapole, de plus de vingt-deux millions d'habitants.

### Cas à Qingdao en octobre 2020
À partir du 12 octobre et sur cinq jours, toute la population de la métropole de Qingdao (neuf millions de personnes) est testée à la suite de la découverte de six cas.

### Cas à Shijiazhuang en janvier 2021
Début janvier 2021, 117 personnes contaminées à la Covid-19 (dont 78 asymptomatiques) sont détectées dans la ville-préfecture de Shijiazhuang. Tous les axes routiers et ferroviaires menant à Shijiazhuang sont alors fermés, ainsi que les écoles, et les 11 000 000 d'habitants sont interdits de quitter la ville. Dans la ville-district de Gaocheng, zone la plus touchée, une campagne de désinfection des rues est immédiatement lancée.

## Début 2022 à novembre 2022: apparition du variant Omicron et continuité du zéro-Covid
Début 2022 avec l’arrivée du variant Omicron du SARS-CoV-2, le nombre de cas repart à la hausse et la plupart des métropoles chinoises mettent en place des mesures de restriction, certaines sont confinées. Le variant Omicron, beaucoup plus contagieux que le variant Delta, devient le variant dominant ; il apparaît dès lors peu probable qu’une stratégie « zéro Covid » contre des foyers d'épidémie demeure tenable.
Selon une étude hongkongaise, un rappel (3ème dose) avec le vaccin chinois CoronaVac n’offre pas un niveau de protection adéquat contre le variant Omicron.
Le 19 mars 2022, la Chine annonce ses deux premiers morts du Covid depuis plus d’un an.
La ville de Shanghai est entièrement confinée le 3 avril 2022, après le confinement d'une moitié de la ville le 28 mars. Des habitants se plaignent de difficultés logistiques pour obtenir de la nourriture. La capitale économique de la Chine enregistre plusieurs centaines de milliers de cas positifs au cours de cette vague, et annonce 3 décès le 18 avril.
La circulation du virus perdure et les confinements rigoureux de la population perturbent l’économie et engendrent une exaspération de nombreux Chinois.

## Depuis décembre 2022: arrêt du zéro-Covid et propagation exponentielle de l'épidémie
Le 24 novembre 2022, un incendie en Chine dans la région autonome d'Ürümqi, fait 10 morts et 9 blessés. Les autorités sont alors accusées d'avoir tardé à agir en raison de la politique zéro-Covid qui était alors en place. Cet incendie déclenche de nombreuses manifestations dans l'ensemble du pays dès le 26 novembre 2022 ; les manifestants s'opposent à la politique sanitaire initiée par Xi Jinping , ; ces manifestations sont considérées comme les plus importantes manifestations antigouvernementales en Chine depuis celles de la place Tian'anmen en 1989.
Le 7 décembre 2022, alors que les manifestations ne faiblissent pas, le gouvernement chinois annonce pour la première fois depuis le début de la pandémie, la fin de la politique zéro Covid. Peu de Chinois étant vaccinés, un relâchement brutal des mesures sanitaires provoque une augmentation exponentielle du nombre de cas telle que le gouvernement chinois, de son propre aveu, ne peut pas les compter.
Selon certaines projections, notamment celle de l'institut de santé publique de Seattle, le nombre de morts pourrait atteindre un million en 2023. Le pic serait attendu vers mi-janvier 2023, dû aux manifestations liées au nouvel an chinois notamment.
Le 21 décembre 2022, la Chine annonce qu'elle procède désormais à une nouvelle méthode de comptage du nombre de morts en comptabilisant seulement les personnes étant décédées d'une infection respiratoire ; cette méthode est très critiquée par certains experts qui avancent que le gouvernement chinois établit cette nouvelle méthode pour minimiser une nouvelle fois l'impact de la pandémie dans le pays.
Le 22 décembre, un rapport du cabinet d'études britannique Airfinity basé sur des données régionales chinoises estime que plus de 5 000 personnes mourraient chaque jour du COVID-19 en Chine, avec une augmentation des cas plus rapide à Pékin et dans la province de Guangdong. Le compte rendu interne d'une réunion de la Commission nationale de la santé de Chine tenue le 21 décembre évalue à 248 millions le nombre de personnes qui pourraient avoir contracté le COVID-19 au cours des 20 premiers jours de décembre avec un pic journalier de près de 37 millions de personnes .
Le 23 décembre, le chef de la santé municipale de Qingdao, Bo Tao, a été cité dans un rapport de presse indiquant que la ville enregistrait " entre 490 000 et 530 000 " nouvelles infections par jour. Les responsables de Yulin, une ville de 3,6 millions d'habitants dans la province de Shaanxi, ont enregistré 157 000 nouvelles infections, les modèles estimant que plus d'un tiers de la population de la ville avait déjà été infecté
Le 25 décembre 2022, la commission nationale chinoise de la santé, qui est la plus haute juridiction sanitaire dans le pays, annonce qu'elle arrête de publier les chiffres de contaminations et de décès quotidiens. Ces différents chiffres, avancés par la commission nationale, ne reflètent plus le nombre croissant de morts et de contaminations dans le pays.
Le 14 janvier 2023, la Commission nationale de Santé qui n'avait pas publié les chiffres du Covid depuis fin décembre 2022, annonce qu'entre le 8 décembre 2022 et le 12 janvier 2023, au moins 59 938 personnes sont décédés du Covid-19 dans les hôpitaux en Chine. Selon cette même commission de santé, 5 503 seraient morts directement du Covid et 54 435 du Covid et d'une autre pathologie en plus du Covid.
Le 21 janvier 2023, un scientifique du gouvernement chinois annonce qu'environ 80 % de la population aurait déjà eu le Covid-19, ce qui correspond à environ 1,1 milliard de personnes.
Le 22 janvier 2023, le gouvernement chinois annonce qu'au moins 13 000 personnes sont décédées du Covid-19 dans les hôpitaux du pays entre le 13 et le 19 janvier 2023.